# Историја књижевности
Историја књижевности је део науке о књижевности који се бави проучавањем књижевних дела у њиховом историјском редоследу. С обзиром на подручја проучавања историја књижевности се дели на: историју поједине књижевности, компаративну историју књижевности и општу историју књижевности.

## Почетак књижевности
Књижевност и писање, иако повезани, нису синоними. Први списи из древног Сумера по било којој разумној дефиницији не представљају литературу — исто важи и за неке од раних египатских хијероглифа или хиљаде дневника из древних кинеских режима. Научници се често не слажу око тога када је писана евиденција постала више као „књижевност“ него било шта друго; дефиниција је углавном субјективна.
Штавише, имајући у виду значај дистанце као културног изолатора у ранијим вековима, историјски развој књижевности широм света није се одвијао равномерним темпом. Проблеми стварања једнообразне глобалне историје књижевности отежани су чињеницом да су многи текстови изгубљени током миленијума, било намерно, случајно, било потпуним нестанком културе порекла. Много је писано, на пример, о уништењу Александријске библиотеке у 1. веку пре нове ере, и о безбројним кључним текстовима за које се верује да су заувек изгубљени у пламену. Намерно потискивање текстова (а често и њихових аутора ) од стране организација духовне или временске природе додатно заклања ову тему.
Одређени примарни текстови, међутим, могу бити изоловани који имају квалификациону улогу као прва померања књижевности. Веома рани примери укључују Еп о Гилгамешу , у његовој сумерској верзији која претходи 2000. п. н. е., и египатску књигу мртвих , која је записана у Анијевом папирусу око 1250. године пре нове ере, али вероватно датира из 18. века пре нове ере. Староегипатска књижевност није била укључена у ране студије историје књижевности јер списи старог Египта нису преведени на европске језике све док камен из Розете није дешифрован почетком 19. века.
Хомерова дела Илијада и Одисеја означавају почетак класичне антике.

## Антика

### Кина
Књига песама (или Шиђинг) је најстарија збирка кинеске поезије, који се састоји од 305 дела анонимних аутора који датирају од 11. до 7. века пре нове ере. Ћи Јуен је први аутор стихова у Кини чије име је повезано са његовим радом и такође се сматра једном од најистакнутијих личности романтизма у кинеској класичној књижевности.
Први велики аутор о војној тактици и стратегији био је Сун Цу, чије Умеће ратовања се налази на полицама многих савремених војних официра (а њени савети су примењени и на корпоративни свет). Чуанг Це се састоји од велике збирке креативних анегдота, алегорија, парабола и басни; ремек дело и филозофске и књижевне вештине, значајно је утицало на писце и песнике више од 2000 година од династије Хан до данас.
Међу најранијим кинеским делима наративне историје, Зу Џуан је драгуљ класичне кинеске прозе. Ово дело и Шиџи или Записи Великог историчара , многе генерације прозних стилиста у древној Кини су сматрале врхунским узорима.

### Хебрејска књижевност
Књиге које чине хебрејску Библију развијале су се током отприлике једног миленијума. Чини се да најстарији текстови потичу из једанаестог или десетог века пре нове ере, док је већина осталих текстова нешто каснија. То су уређена дела, збирке различитих извора замршено и пажљиво испреплетених заједно.
Стари завет су састављали и уређивали различити аутори током векова, при чему су многи научници закључили да је хебрејски канон учвршћен око 3. века пре нове ере. Дела су била предмет разних књижевних оцена (и световних и верских). Фридрих Ниче је написао: „У јеврејском Старом завету постоје људи, ствари и говори у толико великом стилу да грчка и индијска књижевност немају шта да се упореде са њом. Човек стоји са страхопоштовањем и поштовањем пред овим огромним остацима онога што је човек некада био. Стари завет је камен пробне вредности 'величине' и 'малости'."

### Класична антика

#### Грчка књижевност
Древно грчко друштво стављало је значајан нагласак на књижевност. Многи аутори сматрају да је западна књижевна традиција започела епским песмама Илијада и Одисеја, које су остале дивови у књижевном канону због својих вештих и живописних приказа рата и мира, части и срамоте, љубави и мржње. Међу каснијим грчким песницима истакнута је била Сафо, која је на много начина дефинисала лирску поезију као жанр.